# Drinkbeker

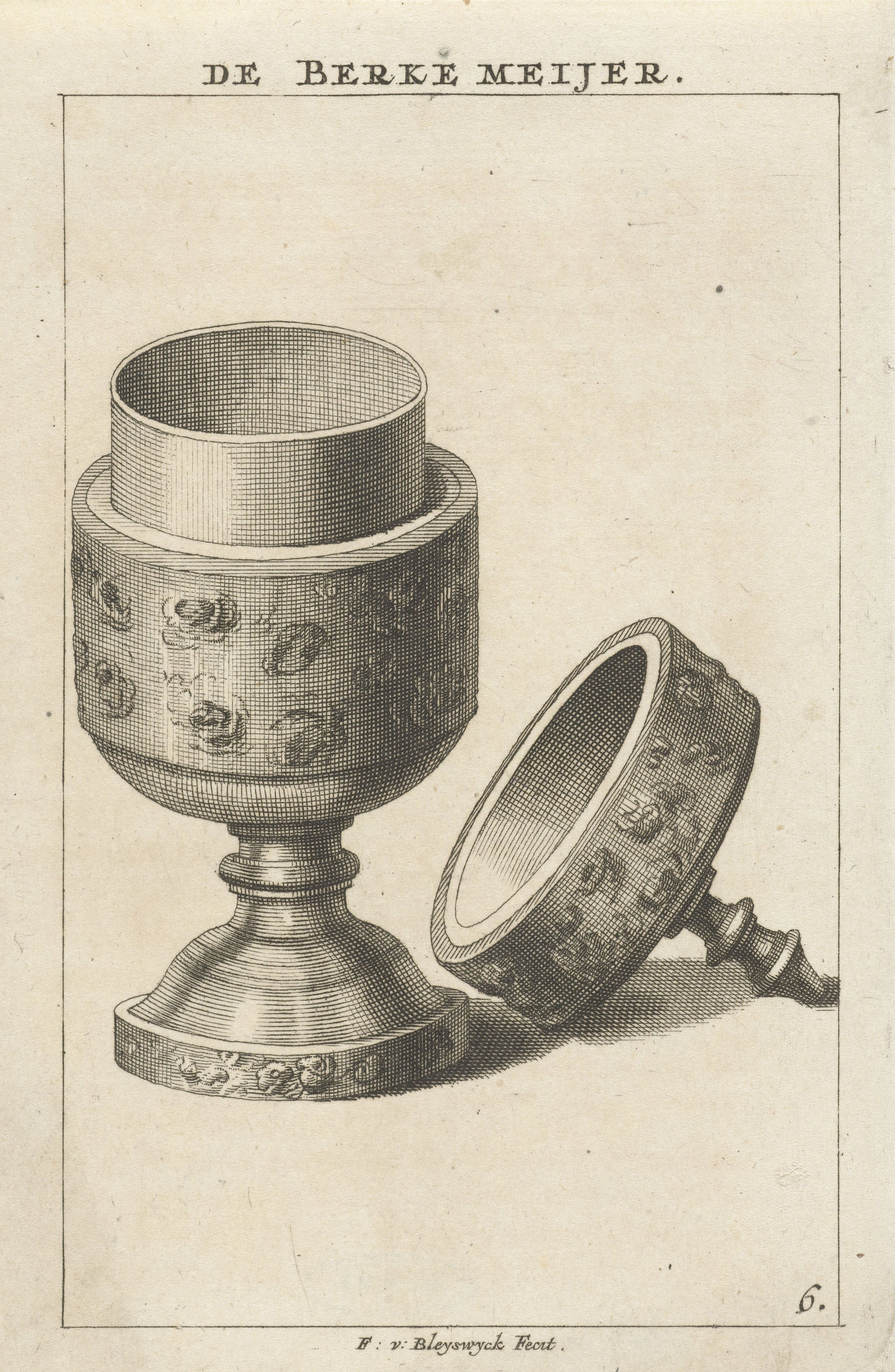
drinkbeker met deksel. berkemeijer

Een drinkbeker is een aanduiding voor uiteenlopende vormen van drinkgerei. Drinkbekers worden van verschillende materialen gemaakt, vaak aardewerk, maar ook  wel van metaal, hout, glas, hoorn, plastic of papier. Er zijn verschillende vormen drinkbekers, met en zonder voet, hoog en smal, maar ook laag en wijd zoals een schaal of kom. Sommige drinkbekers hebben een oor. 
Een aantal soorten verkregen een eigen naam in de geschiedenis vanwege specifieke kenmerken. Voorbeelden hiervan zijn:
- berkemeijer
- bokaal
- bruidsbeker
- drinkhoorn
- drinkuit
- kantharos
- kroes
- molenbeker
- mok
- muntbeker
- nautilusbeker
- nap
- rhyton
- skyfos

Naast drinkbekers zijn er diverse soorten glazen, zoals het wijnglas, waaronder de roemer, het bierglas, bokaal, etc.